# 和歌山列車区
和歌山列車区（わかやまれっしゃく）は、かつて和歌山県和歌山市美園町にあった、西日本旅客鉄道（JR西日本）和歌山支社の運転士と車掌が所属する組織である。

## 概要
和歌山地区での乗務員区所は、かつて運転士が所属する和歌山電車区と、車掌が所属する和歌山車掌区に分かれていたが、組織改正により1989年3月に運転士と車掌が所属する組織として和歌山列車区が発足した。しかし、2012年7月に運転士と車掌をそれぞれ専門的に育成する体制を構築するために運転士部門と車掌部門が分離されることになり、廃止された。

## 歴史
- 1989年（平成元年）3月11日：和歌山電車区と和歌山車掌区が統合して和歌山列車区が発足[1][3]。車両は和歌山電車区新在家派出に配置される。
- 1999年（平成10年）9月1日：新在家派出が新和歌山車両センターになる[4]。
- 2008年（平成20年）8月1日：新和歌山車両センターが大阪支社に移管され、日根野電車区新在家派出所になる[5]。
- 2012年（平成24年）7月1日：和歌山電車区と和歌山車掌区に分離され、和歌山列車区が廃止[2]。